# Анна Вежбицька
Анна Вежбицька [ˈanna vʲɛʐˈbʲitska] (пол. Anna Wierzbicka; народилася 10 березня 1938 року у Варшаві) — польська лінгвістка, почесний професор Австралійського національного університету, м. Канберра. Народилася та виросла в Польщі, закінчила Варшавський університет та емігрувала до Австралії в 1972 році, де вона відтоді й проживає. В її доробку є понад двадцять виданих книг, багато з яких були перекладені на іноземні мови.
Анна Вежбицька відома своїми напрацюваннями в семантиці, прагматиці і кроскультурній лінгвістиці. Її програма досліджень нагадує оригінальний «алфавіт людської думки» Готфріда Вільгельма Лейбніца.

## Біографія
Анна народилася в 1938 році, незадовго до початку Другої світової війни. Здобула ступінь доктора філософії в Інституті літературних досліджень Польської академії наук у 1964 році. З 1973 року працює в АНУ, з 1989 року — професор. У 1988 році Анна була обрана членом Австралійської академії гуманітарних наук, у 1996 році — членом Академії соціальних наук в Австралії. Протягом усієї своєї кар'єри вона тісно співпрацювала з польськими дослідниками та мовознавцями і була удостоєна премії Фонду польської науки за розробку теорії природної семантичної метамови і виявлення набору елементарних значень, спільних для всіх мов. Її робота охоплює ряд дисциплін, включаючи антропологію, психологію, когнітивну науку, філософію та релігійні дослідження, а також лінгвістику.

## Природна смислова метамова
У своїй книзі 1972 року «Семантичні примітиви» вона висунула теорію природної семантичної метамови, теорію мови і сенсу.

## Нагороди
- Почесний ступінь від Університету Марії Кюрі-Склодовської (2004)
- Почесний ступінь Варшавського університету (2006 р.)
- Приз Фонду польської науки (2010)
- Премія Добрушина[10] (2010)

### Книги
- (у співавторстві з Кліфф Годдардом) Слова і смисли: Лексична семантика в різних областях, мовах і культурах. Oxford UP (2014). ISBN 9780199668434
- Ув'язнений англійською мовою. Небезпека англійської мови як мови за замовчуванням , Оксфорд UP 2013. ISBN 978-0-19-932150-6
- Досвід, свідчення та почуття: прихована культурна спадщина англійської мови (2010). ISBN 0-19-536801-0
- Англійська мова: сенс і культура (2006). ISBN 0-19-517474-7
- Що мав на увазі Ісус? Пояснюючи проповідь на горі і притчі в простих і універсальних людських поняттях (2001).
- Емоції в мовах і культурах: різноманітність і універсалії (1999).
- Розуміння культур через їхні ключові слова: англійська, російська, польська, німецька, японська (1997).
- Семантика: прайми і універсали (1996).
- Семантика, культура та пізнання: універсальні людські концепції в специфічних для культури конфігураціях (1992).
- Кроскультурна прагматика: семантика взаємодії людини (1991).
- Семантика граматики (1988).
- Дієслова англійської мови: семантичний словник (1987).
- Лексикографія та концептуальний аналіз (1985).
- Справа для поверхневого випадку (1980).
- Lingua Mentalis: Семантика природної мови (1980).
- Семантичні примітиви (1972).

### Статті
Анна Вежбицька опублікувала понад 300 статей у журналах з дисциплін, що охоплюють її дослідження, включаючи Language, Current Anthropology, American Anthropologist, Man, Anthropological Linguistics, Cognition and Emotion, Culture and Psychology, Ethos, Philosophica, Behavioral and Brain Sciences та The Journal of Cognition and Culture.